# ヘンリー・ジョン・ボディントン
ヘンリー・ジョン・ボディントンの名前で活動したヘンリー・ジョン・ウィリアムス（Henry John Boddington、結婚前の名:Henry John Williams、1811年10月14日 – 1865年4月11日）は、イギリスの画家である。画家の父親のエドワード・ウィリアムスと画家になった6人の息子、「ウィリアムス家」の一人であり、風景画を描いた。

## 略歴
ロンドンで画家、エドワード・ウィリアムス(Edward Williams: 1781-1855)の次男に生まれた。父親は有名な風景画家で、有力な画家ジェームズ・ウォード(1769-1859)の甥でもあり、ジョージ・モーランド(1763-1804)とも親戚であった。ヘンリー・ジョン・ボディントンの6人の兄弟は風景画家として活動し、ヘンリー・ジョン・ボディントンも父親から絵を学び風景画家になった。
1832年にクラリサ・エリザ・ボディントンという女性と結婚し、他のウィリアムス家の画家と区別するために妻の姓を名乗るようになり、ヘンリー・ジョン・ボディントンの名前で活動するようになった。ロンドンのPentonvilleで暮らした後、フラムやハマースミスで暮らし、 1854年からはロンドンのバーンズ(Barnes)などで暮らした。
1837年にロイヤル・アカデミー・オブ・アーツの展覧会で初めて作品が展示され、1839年以降、毎年 1点か2点の絵をアカデミーの展覧会に出展した。 英国王立芸術家協会の展覧会により多くの絵画を出展し、1842年に英国王立芸術家協会の会員となり、毎年10点ほどの作品を出展した。国外の風景を描くことはなく1843年ころからイングランド南西部のデヴォンのアシュバートン(Ashburton)に滞在しデヴォンの風景を描き、1946年にはイングランド北西部の湖水地方を描いた。1847年には北ウェールズの風景を描いた。その後もコットランドやヨークシャー、イングランドの風景を描いた。
1865年にロンドンのバーンズで亡くなった。息子のエドウィン・ヘンリー・ボディントン(Edwin Henry Boddington: 1836-1905)も画家になった。 

## 作品

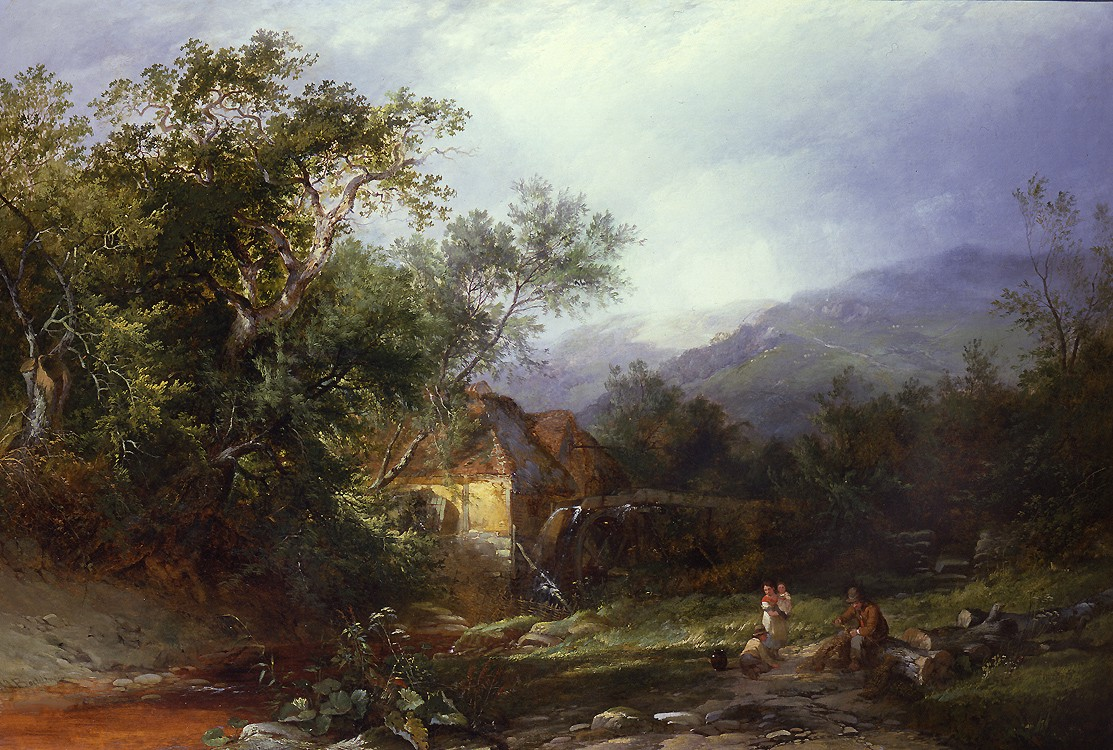
デヴォンシャーの風景
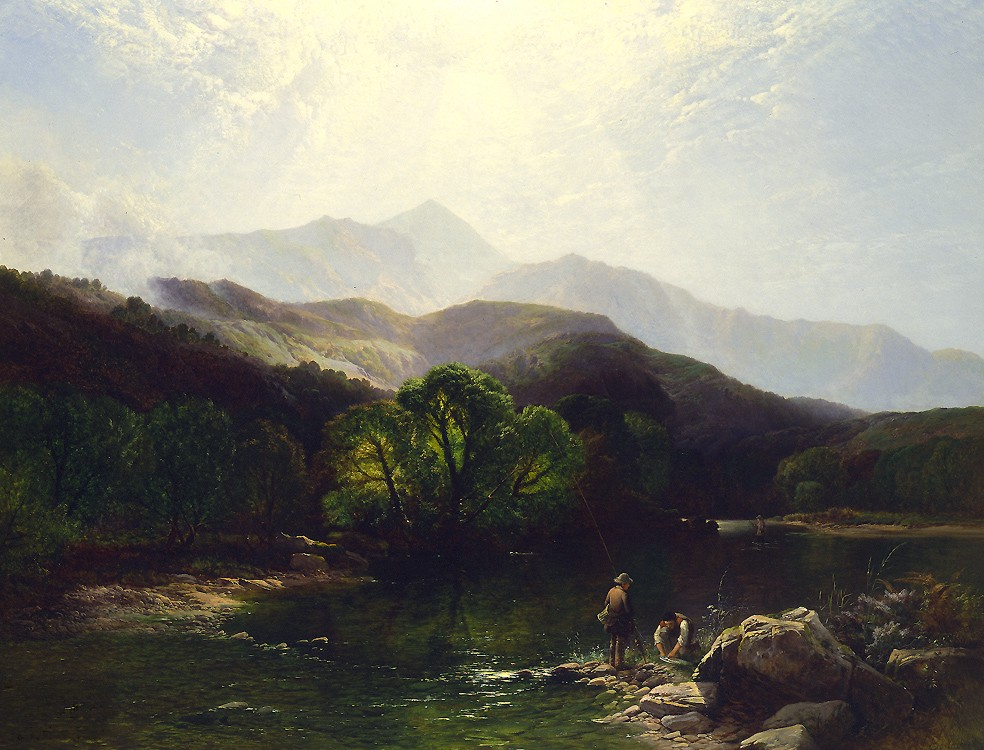
北ウェールズの川の風景
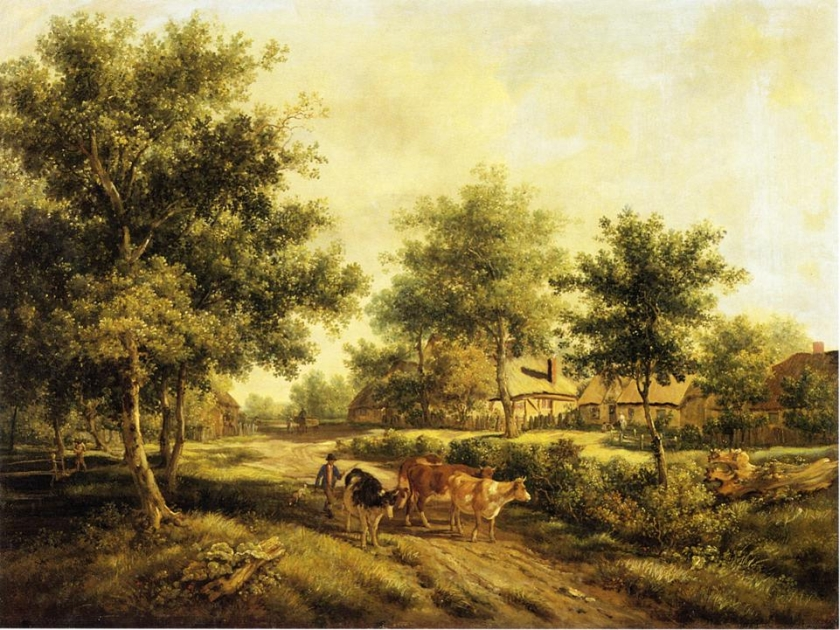
ノフォークの風景 (1840)